# حميط أجرد
حميط أجرد (الاسم العلمي:Tragia glabrescens) هو نوع من النباتات يتبع جنس الحميط من الفصيلة الفربيونية.